# Zatrephus inscitus
Zatrephus inscitus là một loài bọ cánh cứng trong họ Cerambycidae.